# Eugène Guillevic
Eugène Guillevic, (franskt uttal: [øʒɛn ɡijəvik]), född 5 augusti 1907 i Carnac, Morbihan, Frankrike, död 19 mars 1997 i Paris, var en av de mer kända franska poeterna under andra halvan av 1900-talet. Professionellt gick han under det enda namnet Guillevic.

## Biografi

### Barndom och ungdom
Eugène Guillevic föddes i det steniga landskapet och den marina miljön i Bretagne. Hans far, som tidigare var sjöman, blev polis och tog honom till Jeumont (Nord) 1909, Saint-Jean-Brévelay (Morbihan) 1912 och Ferrette (Haut-Rhin) 1919.

## Yrkesliv
Efter en kandidatexamen i matematik placerades han efter tentamen 1926 i Administration de l'enregistrement (Alsace, Ardennerna). 1935 fick han en tjänst som chefredaktör vid generaldirektoratet vid finans- och ekonomiministeriet i Paris fick han 1942 i uppdrag att handha landets ekonomi. Han var från 1945 till 1947 anställd i ministerrådet med Francis Billoux (nationalekonomi) och Charles Tillon (återuppbyggnad). År 1947, efter att kommunistiska ministrar hade drivits bort, återvände han till inspektionen för ekonomi, där hans arbete omfattade studier av ekonomi och planering, fram till pensionen 1967.

## Ideologi
Guillevic var före kriget vän med Jean Follain, som introducerade honom för gruppen Sagesse; han tillhörde senare Rochefortskolan.
Guillevic var praktiserande katolik i cirka trettio år. Han blev kommunistisk sympatisör under det spanska inbördeskriget och anslöt sig 1942 till kommunistpartiet när han gick med Paul Éluard, och deltog i publikationen av den underjordiska pressen med (Pierre Seghers, Jean Lescure).

## Diktning
1942 debuterade  Guillevic med diktsamlingen Terraqué ('Jord och vatten'). Dessa dikter har ansetts var marxistiska. De ses som ett försök från diktarens sida att kontrollera språket. De senare verken, som ’’Carnac (1961), Sphère ('Sfär', 1963’) och Trouées ('Uthuggningar', 1982) anses ha större djup.

## Utgivet på svenska
- Bröd och stenar: dikter 1942-1978 (tolkade av Lars Gustafsson) (Norstedt, 1985)
- Sången (Le chant) (översättning och efterskrift Bo Gustavsson, Ellerström, 2010)